# Erythrés (Attique)
Erythrés, en grec moderne : Ερυθρές, est un district municipal et un village du dème de Mándra-Idýllia, en Attique, Grèce.
Selon le recensement de 2011, la population du district municipal et celle du village compte 2 862 habitants.